# Catasigerpes occidentalis
Catasigerpes occidentalis es una especie de mantis de la familia Hymenopodidae.

## Distribución geográfica
Se encuentra en Costa de Marfil, Ghana Senegal y Sierra Leona.